# 시냅스 가소성
시냅스 가소성(영어: synaptic plasticity)은 시냅스가 세포 수준이나 분자 수준에서 변하는 능력을 가리킨다. 세포 수준에서의 가소성은 신경세포가 새로운 시냅스 연결을 형성하는 것을 말하며, 분자 수준에서의 가소성은 시냅스 전 축삭이 한 종류 이상의 신경전달물질을 시냅스 후 가지돌기로 방출하는 것을 말한다.

## 시냅스 가소성
신경과학에서 시냅스 가소성은 시냅스가 활동의 증가 또는 감소에 반응하여 시간이 지남에 따라 강화 또는 약화되는 능력이다. 기억은 뇌에서 광범위하게 상호 연결된 신경 회로로 표현되는 것으로 가정되기 때문에 시냅스 가소성은 학습과 기억의 중요한 신경 화학적 기초중 하나이다. 이러한 맥락에서 헤비안 이론(Hebbian theory)을 참고할 수 있다.

## 같이 보기
- 신경가소성